# José Americo Bubo Na Tchuto
José Americo Bubo Na Tchuto (* 12. Juni 1949 in Incalá) ist ein Militärangehöriger aus Guinea-Bissau. Er war von 2003 bis 2008 Generalstabschef der Marine seines Landes.

## Leben
Bubo Na Tchuto wird von den USA seit 2010 als Drogenbaron betrachtet. und seit April 2010 von US-Behörden des Drogenschmuggels beschuldigt. Seine Konten in den USA sind seither eingefroren.
Weihnachten 2011 wurde José Americo Bubo Na Tchuto zusammen mit 25 anderen Militärangehörigen verhaftet. Ihm wurde vorgeworfen, während der medizinisch bedingten Abwesenheit von Präsident Malam Bacai Sanhá, einen Putschversuch durchgeführt zu haben.

### Festnahme
Bubo Na Tchuto wurde am 3. April 2013 im Rahmen einer Tage zuvor in Gang gesetzten Operation zusammen mit vier weiteren Bürgern Guinea-Bissaus auf einem Boot in internationalen Gewässern nahe der Ausschließlichen Wirtschaftszone der Republik Kap Verde von Agenten der US-Strafverfolgungsbehörde DEA festgenommen, auf der Insel Sal an Land gebracht und mit einem am internationalen Flughafen bereitstehenden Flugzeug in die USA verbracht.
Er muss dort mit einem Gerichtsprozess rechnen. Laut der Anklage hatte er falsche Lieferungen von Militärzubehör wie Uniformen vorgeschlagen um mehrere Tonnen Kokain an die afrikanische Westküste zu schmuggeln. Im Austausch sollten die als Mitglieder der FARC getarnten DEA-Agenten Waffen, unter anderem Boden-Luft-Raketen, erhalten. Für die Organisation soll laut Anklage 13 Prozent Provision verlangt worden sein.